# Gnopharmia degeneraria
Gnopharmia degeneraria là một loài bướm đêm trong họ Geometridae.